# Ċ
Ċ (hoofdletter) of ċ (kleine letter) (c-punt) is een letter die wordt gebruikt in het Maltees.

## Unicode
In Unicode heeft Ċ de code U+010A (in UTF-8: 0xC4 0x8A) en ċ de code U+010B (in UTF-8: 0xC4 0x8B).